# Rue de Narbonne
Rue de Narbonne är en återvändsgata i Quartier Saint-Thomas-d'Aquin i Paris sjunde arrondissement. Gatan är uppkallad efter Hôtel de Narbonne-Pelet. Rue de Narbonne börjar vid Rue de La Planche 4.

## Omgivningar
- Chapelle de l'Épiphanie
- Square Boucicaut
- Square Roger-Stéphane
- Rue Juliette-Récamier

## Bilder
| - Gatuskylt. - Chapelle de l'Épiphanie. - Square Boucicaut. |

## Kommunikationer
- Tunnelbana – linjerna   – Sèvres – Babylone
- Busshållplats Charlotte Perriand – Paris bussnät

### Webbkällor
- ”Rue de Narbonne”. Mairie de Paris. https://web.archive.org/web/20150910070632/http://www.v2asp.paris.fr/commun/v2asp/v2/nomenclature_voies/Voieactu/6624.nom.htm. Läst 30 oktober 2023.
- ”Rue de Narbonne (7ème arrondissement)”. Les rues de Paris. https://web.archive.org/web/20160409060712/http://www.parisrues.com/rues07/paris-07-rue-de-narbonne.html. Läst 30 oktober 2023.